# Pierre Jean Laurent
Pierre Jean Laurent (født 24. marts 1758, død 23. maj 1831) var en dansk balletmester, komponist og violinist. Han var Hofballetmester fra 1799 til sin død.
Omkring 1752 kom hans far, den franske danser Pierre Laurent (1730-1807), til København, hvor han forblev indtil 1784 som kongelig Hofdansemester. Han skulle lede dansen ved hoffet og samtidig være danselærer for den kongelige familie. Ved sin afsked flyttede han til Paris, men oppebar pension til sin død og fik lovning på at hans søn skulle efterfølge ham. Sønnen var også i Frankrig på den tid og kom først tilbage til Danmark i 1799 for at indtage den lovede post.
Pierre Jean Laurent var altså født i Danmark og beherskede efter sigende det danske sprog til fuldkommenhed, hvilket jo ikke var en selvfølge i de tider, idet en stor del af musikerne og danserne var tyskere, italienere eller franskmænd og alle dannede personer kunne tale mindst tysk og helst også fransk. Laurent blev uddannet af sin far i både musik og dans, og kunne allerede som 14-årig komponerede han musikken til en lille ballet, som han også dansede i. I 1777 rejste han til Paris for at videreuddanne sig og blev snart engageret som danser på Pariseroperaen. I 1788 blev han gift, men måtte hurtigt fortrække til Marseille med sin familie på grund af Den franske Revolution. I Marseille blev han ansat som balletmester, men i 1799 rejste han altså tilbage til København og blev straks indsat i stillingen som Hofdansemester. Den post har han tilsyneladende udfyldt på bedste vis, og samtidig var han danselærer på Det Kongelige Teater og virkede som privat danselærer og spillede desuden violin i forskellige sammenhænge.

## Musik
- La tentation de Saint-Antoine (fra tiden i Marseille)
- Rosentræet – eller Hymens og Amors forlig – ballet (musik og koreografi – 1800)
- Sigrid eller Kjærlighed og Tapperheds Belønning. (ballet 1801- musik af Claus Schall)
- Kierlighed giver Forstand – en lille ballet i én akt (musik og koreografi – 1802)
- Hvordan Pigerne blive vittige – en lille ballet i 1 akt (1802)
- Høstdagen – Komisk ballet (musik og koreografi – 1812)
- Koncert for harpe og violin
- Grande Walse et Anglaise (orkester)
- Diverse mindre dansesatser med grafisk noteret koreografi